# Scary Movie (série de films)
Pour les articles homonymes, voir Scary Movie.
Pour plus de détails, voir Fiche technique et Distribution.
Scary Movie ou Films de peur au Québec est une série de cinq films comiques, créés par Shawn Wayans et Marlon Wayans qui se spécialisent principalement dans la parodie de films d'horreur. La franchise a rapporté au total plus de 818 millions de dollars au box-office à travers le monde. 
Les deux principales actrices de la série sont Anna Faris et Regina Hall (Scary Movie, Scary Movie 2, Scary Movie 3 et Scary Movie 4) à qui se joignent d'autres acteurs récurrents tels que Charlie Sheen et Simon Rex (Scary Movie 3, Scary Movie 4 et Scary Movie 5). 
Les frères Wayans ont écrit et réalisé les deux premiers films avant de quitter la franchise, qui a été reprise par David Zucker pour le troisième et quatrième film, et par Malcolm D. Lee pour le cinquième film.
Un sixième film est en développement par les frères Wayans et devrait sortir en 2026.

## Distribution
| Acteurs                         | Films                  | Films                  | Films                   | Films                   | Films                  | Films                  |
| Acteurs                         | Scary Movie (2000)     | Scary Movie 2 (2001)   | Scary Movie 3 (2003)    | Scary Movie 4 (2006)    | Scary Movie 5 (2013)   | Scary Movie 6 (2026)   |
| Personnages principaux          | Personnages principaux | Personnages principaux | Personnages principaux  | Personnages principaux  | Personnages principaux | Personnages principaux |
| ------------------------------- | ---------------------- | ---------------------- | ----------------------- | ----------------------- | ---------------------- | ---------------------- |
| Anna Faris                      | Cindy Campbell         | Cindy Campbell         | Cindy Campbell          | Cindy Campbell          | Cindy Campbell         | Cindy Campbell         |
| Regina Hall                     | Brenda Meeks           | Brenda Meeks           | Brenda Meeks            | Brenda Meeks            | Brenda Meeks           | Brenda Meeks           |
| Ashley Tisdale                  |                        |                        |                         |                         | Jody Sanders           |                        |
| Erica Ash                       |                        |                        |                         |                         | Kendra Brooks          |                        |
| Personnages récurrents          |                        |                        |                         |                         |                        |                        |
| Charlie Sheen                   |                        |                        | Tom Logan               | Tom Logan               | Charlie Sheen          |                        |
| Simon Rex                       |                        |                        | George Logan            | George Logan            | Dan Sheen              |                        |
| Marlon Wayans                   | Shorty Meeks           | Shorty Meeks           |                         |                         |                        | Shorty Meeks           |
| Shawn Wayans                    | Ray Wilkins            | Ray Wilkins            |                         |                         |                        | Ray Wilkins            |
| Anthony Anderson                |                        |                        | Mahalik                 | Mahalik                 |                        |                        |
| Kevin Hart                      |                        |                        | CJ                      | CJ                      |                        |                        |
| Leslie Nielsen                  |                        |                        | Président Baxter Harris | Président Baxter Harris |                        |                        |
| Drew Mikuska                    |                        |                        | Cody Campbell           | Cody Campbell           |                        |                        |
| Personnages secondaires         |                        |                        |                         |                         |                        |                        |
| Carmen Electra                  | Drew Decker            |                        |                         | Holly                   |                        |                        |
| Dave Sheridan                   | Doofy Gilmore          |                        |                         |                         |                        | Doofy Gilmore          |
| Shannon Elizabeth               | Buffy Gilmore          |                        |                         |                         |                        |                        |
| Cheri Oteri                     | Gail Hailstorm         |                        |                         |                         |                        |                        |
| Jon Abrahams                    | Bobby Prinze           |                        |                         |                         |                        |                        |
| Lochlyn Munro                   | Greg Phillipe          |                        |                         |                         |                        |                        |
| Rick Ducommun                   | Al Campbell            |                        |                         |                         |                        |                        |
| Christopher Masterson           |                        | Buddy                  |                         |                         |                        |                        |
| David Cross                     |                        | Dwight Hartman         |                         |                         |                        |                        |
| Kathleen Robertson              |                        | Theo                   |                         |                         |                        |                        |
| Tim Curry                       |                        | Professeur Oldman      |                         |                         |                        |                        |
| Tori Spelling                   |                        | Alex Monday            |                         |                         |                        |                        |
| Chris Elliott                   |                        | Hanson                 |                         | Ezekiel                 |                        |                        |
| Darrell Hammond                 |                        | Père Muldoon           |                         |                         | Dr. Hall               |                        |
| Marny Eng                       |                        |                        | Tabitha                 |                         |                        |                        |
| Jianna Ballard                  |                        |                        | Sue Logan               |                         |                        |                        |
| Denise Richards                 |                        |                        | Annie Logan             |                         |                        |                        |
| Pamela Anderson                 |                        |                        | Becka Kotler            |                         |                        |                        |
| Jenny McCarthy                  |                        |                        | Kathy Embry             |                         |                        |                        |
| Queen Latifah                   |                        |                        | Shaneequa (l'Oracle)    |                         |                        |                        |
| Eddie Griffin                   |                        |                        | Orpheus                 |                         |                        |                        |
| Ja Rule                         |                        |                        | Agent Thompson          |                         |                        |                        |
| Camryn Manheim                  |                        |                        | Sheriff Champlin        |                         |                        |                        |
| George Carlin                   |                        |                        | L'Architecte            |                         |                        |                        |
| Edward Moss                     |                        |                        | Michael Jackson         | Michael Jackson         |                        |                        |
| Craig Bierko                    |                        |                        |                         | Tom Ryan                |                        |                        |
| Cloris Leachman                 |                        |                        |                         | Mme Norris              |                        |                        |
| Conchita Campbell               |                        |                        |                         | Rachel Ryan             |                        |                        |
| Beau Mirchoff                   |                        |                        |                         | Robby Ryan              |                        |                        |
| Debra Wilson                    |                        |                        |                         | Oprah Winfrey           |                        |                        |
| Molly Shannon                   |                        |                        |                         | Marilyn Ryan            | Heather Daltry         |                        |
| Kendra Wilkinson                |                        |                        |                         | # Blonde 3              | # Blonde 3             |                        |
| Lindsay Lohan                   |                        |                        |                         |                         | Lindsay Lohan          |                        |
| Heather Locklear                |                        |                        |                         |                         | Barbara Sanders        |                        |
| J. P. Manoux                    |                        |                        |                         |                         | Pierre                 |                        |
| Jerry O'Connell                 |                        |                        |                         |                         | Christian Grey         |                        |
| Marisa Saks                     |                        |                        |                         |                         | Amy                    |                        |
| Christopher 'Critter' Antonucci |                        |                        |                         |                         | Caesar                 |                        |
| Lidia Porto                     |                        |                        |                         |                         | Maria                  |                        |
| Lewis Thompson                  |                        |                        |                         |                         | Madea                  |                        |

## Intrigue

### Synopsis deScary Movie
Un an après avoir accidentellement renversé un homme sur la route lors d'une soirée bien arrosée, six lycéens sont traqués par un mystérieux tueur en série. Bientôt, l'un d'eux, Bobby, est soupçonné d'être l'auteur des meurtres et se voit être arrêté par la police. Mais l’assassin rôde toujours, tuant avec de plus en plus d'audace. Flairant le scoop, la journaliste Gail Hailstorm débarque en ville, bien décidée à mener et résoudre l'enquête.

### Synopsis deScary Movie 2
Un an a passé après le massacre du Comté de Stevenson qui avait causé la mort de bon nombre de personnes. Cependant, le film nous apprend que quatre des onze victimes de Ghostface ont étrangement survécu à sa folie meurtrière : Cindy, Ray, Shorty et Brenda. Le professeur Oldman est convaincu que ces miraculés, qui ont frôlé la mort de près, constituent des sujets de choix pour ses recherches sur la vie après la mort. Assisté de Dwight et de Hanson, il les fait prisonniers à leur insu dans une maison hantée par un Poltergeist, comptant se servir d'eux comme appât « sexuel » pour déclencher la manifestation du fantôme libidineux. Cindy est la première, une nouvelle fois, à se rendre compte du danger, avertie par le fantôme d'une jeune fille qui avait été tuée après avoir été possédée, à la suite d'un exorcisme raté. À partir de là, s'enchaînent les habituelles courses-poursuites et autres péripéties invraisemblables propres à la série, sur fond de libertinage.

### Synopsis deScary Movie 3
Pour Cindy, jeune et jolie reporter, le compte à rebours a déjà commencé. Parce qu'elle a visionné la cassette au pouvoir démoniaque, elle sait qu'il ne lui reste plus que sept jours à vivre. Si elle ne veut pas finir comme son amie Brenda, elle doit absolument découvrir le secret de cette effroyable prophétie. Mais l'énigme est loin d'être simple et Cindy doit faire face à d'autres mystérieux phénomènes. Pourquoi les extraterrestres ont-ils laissé un étrange message géant dans le champ de Tom Logan ? Pourquoi le Président des États-Unis est-il en train de virer barge ? Face aux épreuves, face aux stupéfiantes découvertes qui l'attendent, Cindy va devoir faire preuve de courage et résister au délire ambiant.

### Synopsis deScary Movie 4
Trois ans après la malédiction de la cassette vidéo, Cindy Campbell, récemment veuve de George Logan, vient d'être engagée comme aide à domicile auprès d'une vieille dame grabataire qui, grâce à ses soins vigilants, risque d'être enlevée à l'affection des siens plus tôt que prévu. Pendant que le spectre d'un gamin fait de son mieux pour l'épouvanter, Cindy découvre que le voisin de sa protégée, Tom Ryan, est du genre liant malgré l'irruption constante de deux petits êtres qui prétendent être ses enfants. Et lorsque les extraterrestres, à bord de tripodes géants, débarquent, Cindy et son amie journaliste, Brenda, vont devoir trouver le secret gravé dans le cœur du père du gamin afin de sauver l'humanité.

### Synopsis deScary Movie 5
Le jeune couple Jody et Dan retrouve les enfants perdus du frère de Dan après sept ans de recherches. Ils emménagent dans leur nouvelle maison dans la banlieue de New York, mais les enfants ont ramené un petit visiteur très envahissant.

### Synopsis deScary Movie 6
À venir.

## Personnages
Cindy Campbell : C'est une belle jeune femme pétrie de bonnes intentions mais maladroite. Tout d'abord lycéenne, elle survit au massacre du Comté de Stevenson tout en découvrant l'identité du serial killer (Scary Movie), et devient étudiante en journalisme à l'université. Lors d'un week-end d'études, elle échappe à nouveau de peu à la mort (Scary Movie 2). Quelques années plus tard, elle devient journaliste sur une chaîne locale de Washington D.C., et tente de sauver son neveu, Cody, d'une mort certaine tout en tentant de prévenir le monde d'une invasion extraterrestre imminente (Scary Movie 3). À la suite de la mort de son mari, George Logan, elle décide de se consacrer à l'aide des personnes âgées mais se retrouve rapidement confrontée à une nouvelle invasion extraterrestre bien plus apocalyptique que la précédente (Scary Movie 4). Malheureuse en amour, elle rencontre à chaque film un nouveau compagnon : Bobby (qui devient psychopathe et gay), Buddy (qui l'abandonne lâchement devant le danger), George (second mari, décédé dans un accident) et Tom. Elle a été tour à tour la parodie de Neve Campbell dans Scream, de Lili Taylor dans Hantise, de Naomi Watts dans Le Cercle - The Ring et de Sarah Michelle Gellar dans The Grudge.
Brenda Meeks : La meilleure amie de Cindy depuis le lycée. Originaire d'un quartier populaire, elle a un tempérament fort et agressif et est une véritable nymphomane. Tout comme Cindy, elle est traquée par le tueur du Comté de Stevenson et est victime d'une émeute contre elle dans un cinéma (Scary Movie). Ayant vu la mort de très près, elle devient peureuse et n'hésite pas à abandonner lâchement sa meilleure amie dans l'adversité. Durant les deux premiers films, elle sort avec Ray Wilkins dont elle ignore l'homosexualité (Scary Movie 2). Quelques années plus tard, on la retrouve institutrice de Cody Campbell et Sue Logan, respectivement neveu de Cindy et nièce de George Logan. Elle est victime de la malédiction de Tabitha qui lui a promis la mort dans sept jours (Scary Movie 3). Toutefois, à la suite de la mort de Tabitha, elle ressuscite (Scary Movie 4) en tant que journaliste pour les infos locales et semble ignorer que tout le monde la pensait décédée. Elle a un frère plus jeune, Shorty Meeks, qui est complètement drogué et un enfant, qu'elle a avec l'un des envahisseurs de la Guerre des Mondes.
George Logan : Rappeur raté, il rêve pourtant de gloire et de célébrité et s'inscrit à un concours de rap grâce à son ami Mahalik. Vivant en pleine campagne chez son frère, Tom Logan, il rencontre Cindy lorsque ce dernier va chercher sa nièce, Sue, à l'école. Il a le sentiment d'être bon à rien et ne se sent pas prêt à fonder sa propre famille. Toutefois, Cindy le convainc du contraire et il l'épouse (Scary Movie 3). Il quitte la ferme de son frère et vit son rêve de devenir entraîneur de boxe d'une championne (Cindy). Hélas, en voulant la sauver lors d'un match alors qu'elle est sur le point de se briser le cou sur un tabouret, c'est lui qui se le brise, déclenchant une réaction en chaîne de cous brisés dans le public (Scary Movie 4). Il est la parodie de Eminem (8 Mile) et de Joaquin Phoenix (Signes).

### Box Office Mojo
- Scary Movie Series Grosses at Box Office Mojo

### Rotten Tomatoes
- (en) Scary Movie sur Rotten Tomatoes

- (en) Scary Movie 2 sur Rotten Tomatoes

- (en) Scary Movie 3 sur Rotten Tomatoes

- (en) Scary Movie 4 sur Rotten Tomatoes

- (en) Scary Movie 5 sur Rotten Tomatoes